# Флоріна Черчел

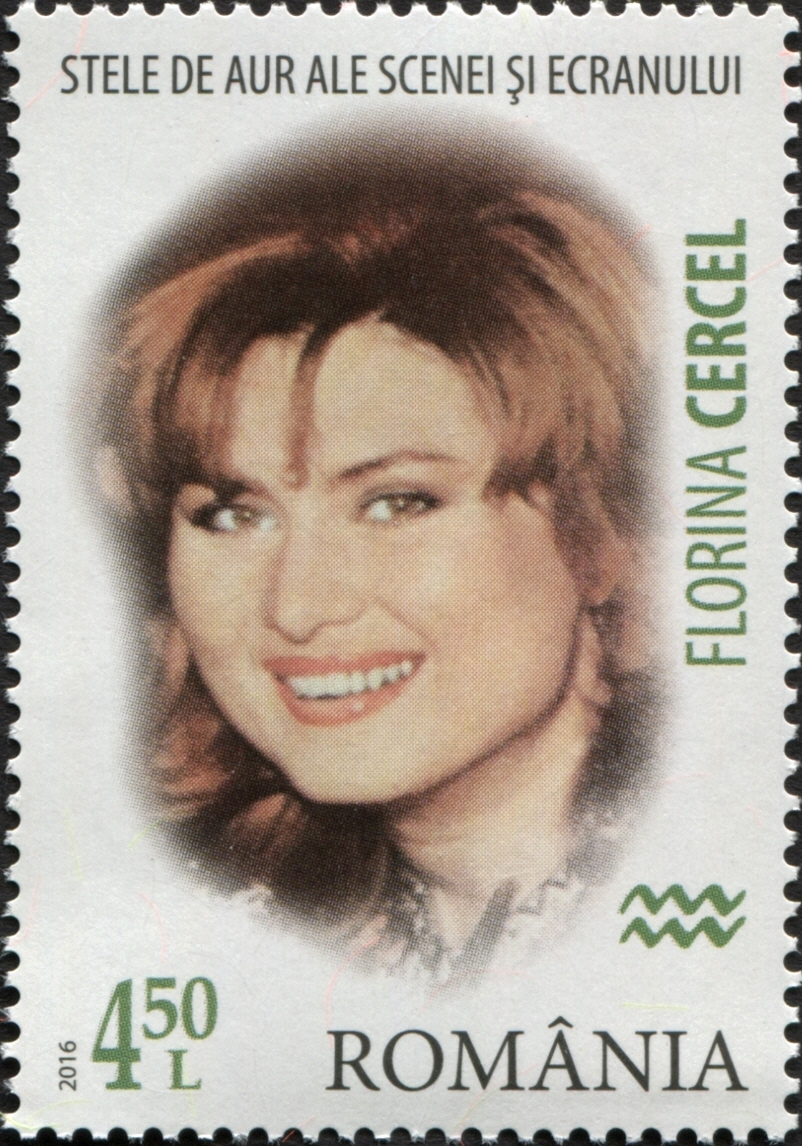
Флоріна Черчел на поштовій марці Румунії, 2016 рік

Флоріна Черчел (рум. Florina Cercel; 28 січня 1943, П'ятра Нямц, Румунія — 30 липня 2019, Бухарест) — румунська актриса театру і кіно.

## Біографія
У 1964 році закінчила акторський факультет Інституту театру і кіно «І. Л. Караджале». Того ж року дебютувала на театральній сцені.
Грала на сценах Державного драматичного театру в Галаці (1964—1965), Національного театру в місті Тімішоара (1965—1973) і з 1972 року — Бухарестського національного театру.
Виконувала ролі в п'єсах румунських і зарубіжних драматургів (Васса Желєзнова в однойменній п'єсі Максима Горького, «Ревізор» Гоголя, «Собаче серце» Булгакова, «Смерть комівояжера» Міллера, Гюго, Д. Попеску, М. Вішнєка та інших).
Знімалася в кіно з 1970 року. За більш ніж 45-річну кар'єру на національній сцені зіграла понад 100 ролей у театральних спектаклях, 30 кінофільмах, телефільмах і серіалах.
Померла від раку легенів. Похована з військовими почестями на цвинтарі Беллу в Бухаресті.

## Вибрана фільмографія
- Fratii (1970)
- Prin cenuşa imperiului (1976)
- Premiera (1976)
- Toate pînzele sus (телесеріал, 1977)
- Marele singuratic (1977)
- Iarna bobocilor (1977)
- Eu, tu, şi… Ovidiu (1978)
- Braţele Afroditei (1978)
- Ecaterina Teodoroiu (1978) — Gazda
- Iancu Jianu, zapciul (1980)
- Dumbrava minunată (1980)
- Burebista (1980)
- Bietul Ioanide (1980)
- Femeia din Ursa Mare (1982)
- Caruta cu mere (1983)
- Bocet vesel (1984)
- Vară sentimentală (1986)
- Din prea multa dragoste (1986)
- Trenul din zori nu mai opreste aici (ТВ, 1994)
- Crucea de piatră (1994)
- Ultima halta in Paradis (ТВ, 2002)
- Les percutés / Ţăcăniţii (2002)
- Ambasadori, căutam Patrie (2003)
- The Half Life of Timofey Berezin (2006)
- O soacra de cosmar (2006)
- Niciodata nu e prea tarziu (2006)
- Inima de tigan (2007)
- Regina (2008)
- Aniela (2009)
- Poveste imorală

## Нагороди
- Орден «За вірну службу» (2002)
- Премія UNITER (1990)
- Премія Міністерства культури Румунії за кращу жіночу роль 2002 року
- Зірка на Алеї Слави в Бухаресті (2016)

## Пам'ять
- У 2014 році пошта Румунії випустила марку з зображенням Ф. Черчел.